# Rue Saint-Yves
La rue Saint-Yves est une voie située dans le quartier du Parc-de-Montsouris du 14e arrondissement de Paris, en France.

## Origine du nom
Son nom lui a été donné par un ancien propriétaire.

## Historique
La partie comprise entre les rues des Artistes et de la Tombe-Issoire a été ouverte en 1863.
La partie comprise entre les avenues Reille et René-Coty, d'une part, et la rue des Artistes, d'autre part, a été ouverte par la ville de Paris en 1868.

## Bâtiments remarquables et lieux de mémoire
- Le réservoir de Montsouris ou de la Vanne, construit de 1869 à 1874 par l'ingénieur Eugène Belgrand.
- No 11 : emplacement du moulin à vent Noir. Il doit son nom à l’activité qui consistait à broyer des ossements d’animaux pour en faire du noir animal. Il est, parfois, confondu avec le moulin du Bel-Air, rue  de la Tombe-Issoire[1].
- No 11 à 13 : Ensemble HBM cité du Souvenir (1926-1930, Léon Besnard[2] et D. Boulenger architectes) constitué de trois immeubles construits autour d'une chapelle. Les 210 logements HBM inaugurés dès 1927 étaient initialement attribués en priorité aux veuves de la guerre 1914-1918. La cité comprenait une crèche et un dispensaire et bénéficiait, à partir de 1934, du soutien d'une fondation de bienfaisance qui assumait les charges des services sociaux[3].
La chapelle Saint-Yves, située au centre de la cité, est décorée de peintures et de vitraux créés par Georges Desvallières. Elle est partiellement classée monument historique depuis 1996[4].

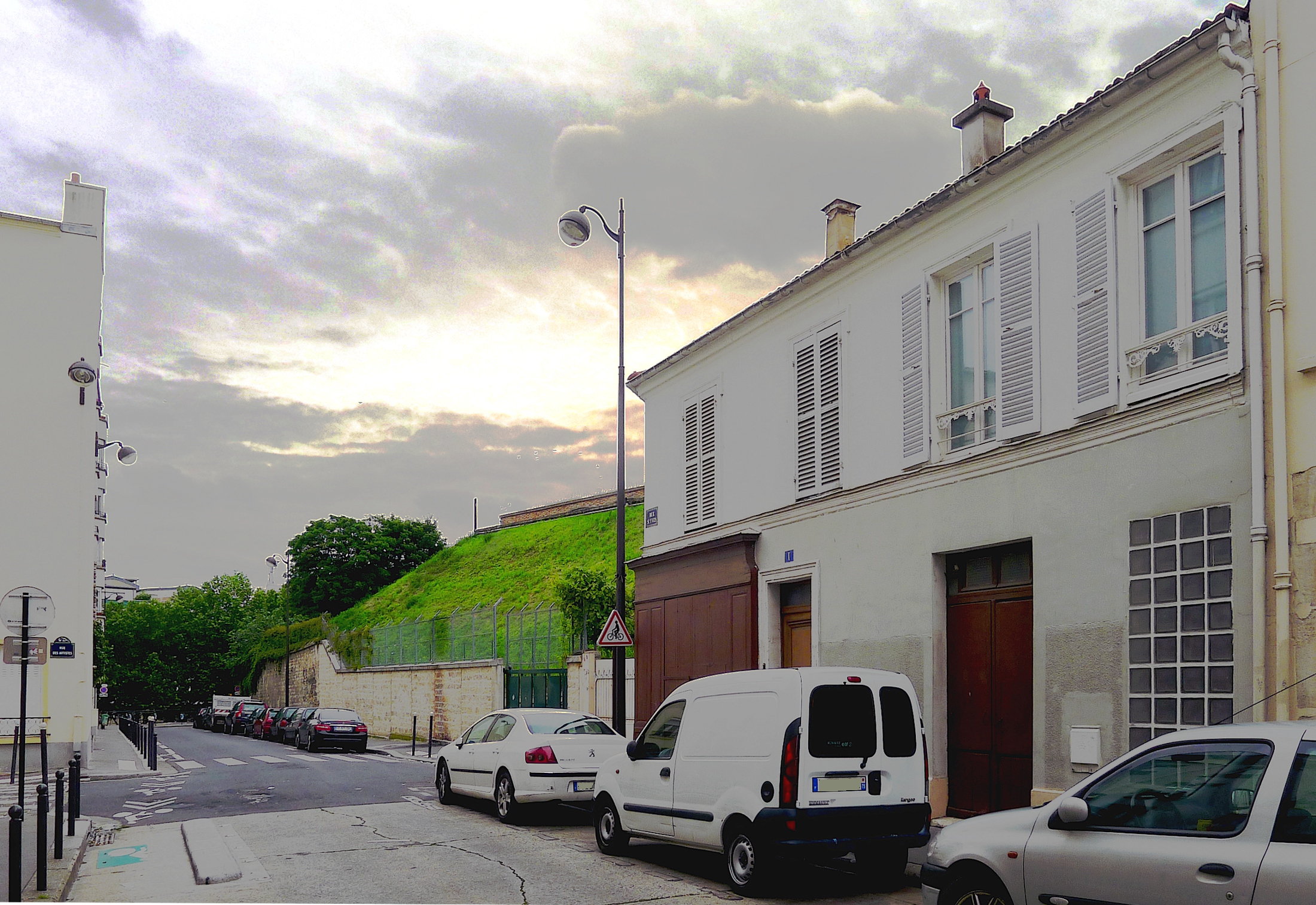
La rue Saint-Yves longe le réservoir de Montsouris (ici à droite de la rue).